# عبد الحق السنوسي
عبد الحق السنوسي الترجمي (1850 - 1917م) ( 1267 - 1336 هـ) عالم مسلم وشاعر عربي تشادي من أهل القرن التاسع عشر الميلادي. تعلم في موطنه ثم ولد في قريه ترجم.   التحق بالأزهر، وحصل على الإجازة العالية في العلوم العربية،  رحل إلى الحجاز وأخذ عن بعض العلماء. عمل مدرسًا للعلوم الشرعية والعربية في أبشي  له كتاب عنوانه تبصرة الحيران من فتن وأهوال الزمان وهو في السياسة الشرعية. للسنوسي ديوان مفقود في المديح النبوي  بالإضافة إلى ديوان مخطوط. توفي في مدينة أبشي بشرقي تشاد.

## حياته
ولد عبد الحق السنوسي الترجمي سنة 1850م/ 1267 هـ في قرية ترجم. تلقى علومه المبكرة في وطنه ثم التحق بالأزهر في مصر، وحصل على الإجازة العالية في العلوم العربية، ثم رحل إلى الحجاز، وهناك أخذ عن بعض العلماء، ثم عاد إلى بلاده فعمل مدرسًا للعلوم الشرعية والعربية في مدينة أبشة، مدينة التي تعتبر عاصمة الثقافة الإسلامية في تشاد. وقد كان عضوًا في مجلس العلماء المستشارين لدى سلطان سلطنة وداي العباسية، وله علاقات طيبة ببعض المؤسسات العلمية في مصر، والحجاز.

وتوفي في مدينة أبشة (شرقي تشاد) سنة 1917م/ 1336 هـ.

## شعرهُ
ذكره عبد العزيز البابطين في معجمه وقال «انشغل شعره بعدد من الأغراض كالرثاء الذي اختص به العلماء من أُولي الفضل معرجًا على تقريظ كتبهم. يميل إلى التأمل والتذكير والحنين، وله شعر في مديح النبي كما كتب الشعر الحماسي مسجلاً ما حققه السلطان من انتصارات على أعدائه، وهو شاعر تقليدي يبدأ قصائده بالوقوف على الأطلال، والنسيب، ومناجاة الصاحبين مقتفيًا في ذلك أثر أسلافه الأقدمين. يتميز بنفس شعري طويل، ولغة طيعة تميل إلى التقرير، وخياله نشيط.» 

## مؤلفاتهُ
- تبصرة الحيران من فتن وأهوال الزمان في السياسة الشرعية.
- تاريخ دولة وداي الإسلامية وفيه يسرد الحياة الاجتماعية لسكان وداي وسلاطينهم
- الكنز المدخر، وهي عبارة عن أدعية لتوجيه الجنود من أجل الانتصار على الأعداء

للسنوسي ديوان في المديح النبوي (مفقود)، بالإضافة إلى ديوان مخطوط.